# Glukozilkeramid beta-1,4-galaktoziltransferaza
Glukozilkeramid beta-1,4-galaktoziltransferaza (EC 2.4.1.274, laktozilkeramidna sintaza, uridin difosfat-galaktoza:glukozil keramid beta 1-4 galaktoziltransferaza, UDP-Gal:glukozilkeramid beta1->4galaktoziltransferaza, GalT-2, UDP-galaktoza:beta--glukozil-(1<->1)-keramid beta-1,4-galaktoziltransferaza) je enzim sa sistematskim imenom UDP-alfa--galaktoza:beta--glukozil-(1<->1)-keramid 4-beta-D-galaktoziltransferaza. Ovaj enzim katalizuje sledeću hemijsku reakciju
UDP-alfa--galaktoza + beta-D-glukozil-(1<->1)-keramid {\displaystyle \rightleftharpoons } UDP + beta-D-galaktozil-(1->4)-beta-D-glukozil-(1<->1)-keramid
Ovaj enzim učestvuje u sintezi nekoliko različitih klasa glikosfingolipida.

## Literatura
- Nicholas C. Price; Lewis Stevens (1999). Fundamentals of Enzymology: The Cell and Molecular Biology of Catalytic Proteins (Third изд.). USA: Oxford University Press. ISBN 019850229X.
- Eric J. Toone (2006). Advances in Enzymology and Related Areas of Molecular Biology, Protein Evolution (Volume 75 изд.). Wiley-Interscience. ISBN 0471205036.
- Branden C; Tooze J. Introduction to Protein Structure. New York, NY: Garland Publishing. ISBN 0-8153-2305-0.
- Irwin H. Segel. Enzyme Kinetics: Behavior and Analysis of Rapid Equilibrium and Steady-State Enzyme Systems (Book 44 изд.). Wiley Classics Library. ISBN 0471303097.

## Spoljašnje veze
- Glucosylceramide+beta-1,4-galactosyltransferase на 